# Portrait d'un jeune en Saint-Sébastien
Portrait d'un jeune en Saint-Sébastien est une peinture à l'huile réalisée vers 1533 par le peintre manériste italien Bronzino, conservé au Musée Thyssen-Bornemisza de Madrid.

## Histoire
Ce portrait allégorique est entré dans la collection du musée Thyssen en 1984 en provenance d'une collection privée de Rieti. L'œuvre est à relier avec la figure très similaire du Saint Matthieu des quatre tondi de la Chapelle Capponi à Florence, dans laquelle Bronzino a collaboré avec le peintre Pontormo, et avec une étude pour la même chapelle, qui est conservée à la Galerie des Offices.